# فرانشيسكا ميلاندري
فرانشيسكا ميلاندري (بالإيطالية: Francesca Melandri)‏ هي كاتبة سيناريو وكاتِبة إيطالية، ولدت في 1964 في روما في إيطاليا.

## وصلات خارجية
- فرانشيسكا ميلاندري على موقع IMDb (الإنجليزية)
- فرانشيسكا ميلاندري على موقع مونزينجر (الألمانية)